# تینا ویراتر
تینا ویراتر (انگلیسی: Tina Weirather؛ زادهٔ ۲۴ مهٔ ۱۹۸۹) اسکی‌باز آلپاین، و مفسر ورزشی اهل لیختن‌اشتاین است.